# Qualificazioni al campionato mondiale di calcio 2022 - UEFA - Fase a gironi, gruppo G

## Classifica
| Pos. | Squadra     | Pt | G  | V | N | P  | GF | GS | DR  |
| ---- | ----------- | -- | -- | - | - | -- | -- | -- | --- |
| 1.   | Paesi Bassi | 23 | 10 | 7 | 2 | 1  | 33 | 8  | +25 |
| 2.   | Turchia     | 21 | 10 | 6 | 3 | 1  | 27 | 16 | +11 |
| 3.   | Norvegia    | 18 | 10 | 5 | 3 | 2  | 15 | 8  | +7  |
| 4.   | Montenegro  | 12 | 10 | 3 | 3 | 4  | 14 | 15 | -1  |
| 5.   | Lettonia    | 9  | 10 | 2 | 3 | 5  | 11 | 14 | -3  |
| 6.   | Gibilterra  | 0  | 10 | 0 | 0 | 10 | 4  | 43 | -39 |

## Risultati

### 1ª giornata
| Arbitro: | Michael Oliver |

|                                            |           |                          |
| Yılmaz 15’, 34’ (rig.), 81’ Çalhanoğlu 46’ | Marcatori | 75’ Klaassen 76’ De Jong |

| Arbitro: | Duje Strukan |

|  |           |                                         |
|  | Marcatori | 43’ Sørloth 45’ Thorstvedt 57’ Svensson |

| Arbitro: | Alain Durieux |

|               |           |                  |
| Ikaunieks 40’ | Marcatori | 41’, 83’ Jovetić |

### 2ª giornata
| Arbitro: | Manuel Schüttengruber |

|                                                 |           |                   |
| Bećiraj 25’ Simić 43’ Tomašević 53’ Jovetić 80’ | Marcatori | 30’ (rig.) Styche |

| Arbitro: | Stéphanie Frappart |

|                          |           |  |
| Berghuis 32’ De Jong 69’ | Marcatori |  |

| Arbitro: | Alejandro Hernández Hernández |

|  |           |                           |
|  | Marcatori | 4’, 59’ Tufan 28’ Söyüncü |

### 3ª giornata
| Arbitro: | João Pinheiro |

|  |           |                                                                                 |
|  | Marcatori | 42’ Berghuis 55’ De Jong 61’, 88’ Depay 62’ Wijnaldum 64’ Malen 85’ van de Beek |

| Arbitro: | Anthony Taylor |

|  |           |             |
|  | Marcatori | 35’ Sørloth |

| Arbitro: | Daniel Stefański |

|                                             |           |                                           |
| Karaman 2’ Çalhanoğlu 33’ Yılmaz 52’ (rig.) | Marcatori | 35’ Savaļnieks 58’ Uldriķis 79’ Ikaunieks |

### 4ª giornata
| Arbitro: | Pavel Orel |

|                                         |           |                    |
| Gutkovskis 50’ (rig.), 85’ Cigaņiks 89’ | Marcatori | 71’ (rig.) De Barr |

| Arbitro: | Szymon Marciniak |

|            |           |              |
| Håland 20’ | Marcatori | 37’ Klaassen |

| Arbitro: | Benoît Bastien |

|                     |           |                             |
| Ünder 9’ Yazıcı 31’ | Marcatori | 40’ Marušić 90+7’ Radunović |

### 5ª giornata
| Arbitro: | David Fuxman |

|  |           |                                   |
|  | Marcatori | 20’ (rig.) Håland 66’ Elyounoussi |

| Arbitro: | Kristo Tohver |

|  |           |                                           |
|  | Marcatori | 54’ Dervişoğlu 65’ Çalhanoğlu 83’ Karaman |

| Arbitro: | Jesús Gil Manzano |

|                                               |           |  |
| Depay 38’ (rig.), 62’ Wijnaldum 70’ Gakpo 76’ | Marcatori |  |

### 6ª giornata
| Podgorica 7 settembre 2021, ore 20:45 CEST | Montenegro  | 0 – 0 referto | Lettonia | Stadio pod Goricom (2 134 spett.)\| Arbitro: \| Harm Osmers \| |
| Arbitro:                                   | Harm Osmers |               |          |                                                                |

| Arbitro: | Daniele Orsato |

|                                                          |           |             |
| Klaassen 1’ Depay 16’, 38’ (rig.), 54’ Til 80’ Malen 90’ | Marcatori | 90+2’ Ünder |

| Arbitro: | Nikolas Neokleous |

|                                                   |           |            |
| Thorstvedt 23’ Håland 27’, 39’, 90+1’ Sørloth 59’ | Marcatori | 43’ Styche |

### 7ª giornata
| Arbitro: | Filip Glova |

|  |           |                                    |
|  | Marcatori | 7’ Marušić 44’ (rig.), 68’ Bećiraj |

| Arbitro: | Andrew Madley |

|  |           |              |
|  | Marcatori | 19’ Klaassen |

| Arbitro: | Felix Brych |

|               |           |                |
| Aktürkoğlu 6’ | Marcatori | 41’ Thorstvedt |

### 8ª giornata
| Arbitro: | Andreas Ekberg |

|                    |           |                                |
| Demiral 70’ (aut.) | Marcatori | 76’ Dursun 90+9’ (rig.) Yılmaz |

| Arbitro: | Vitali Meshkov |

|                                                                        |           |  |
| Van Dijk 9’ Depay 21’, 45+3’ (rig.) Dumfries 48’ Danjuma 75’ Malen 86’ | Marcatori |  |

| Arbitro: | István Kovács |

|                        |           |  |
| Elyounoussi 29’, 90+6’ | Marcatori |  |

### 9ª giornata
| Oslo 13 novembre 2021, ore 18:00 CET | Norvegia        | 0 – 0 referto | Lettonia | Ullevaal Stadion (24 376 spett.)\| Arbitro: \| Lawrence Visser \| |
| Arbitro:                             | Lawrence Visser |               |          |                                                                   |

| Arbitro: | Serhij Bojko |

|                                                                      |           |  |
| Aktürkoğlu 11’ Dervişoğlu 38’, 41’ Demiral 65’ Dursun 81’ Müldür 84’ | Marcatori |  |

| Arbitro: | Carlos del Cerro Grande |

|                          |           |                       |
| Vukotić 82’ Vujnović 86’ | Marcatori | 25’ (rig.), 54’ Depay |

### 10ª giornata
| Arbitro: | Espen Eskås |

|           |           |                                         |
| Walker 7’ | Marcatori | 25’ Gutkovskis 55’ Uldriķis 75’ Krollis |

| Arbitro: | Daniel Siebert |

|            |           |                          |
| Bećiraj 4’ | Marcatori | 22’ Aktürkoğlu 60’ Kökçü |

| Arbitro: | Clément Turpin |

|                          |           |  |
| Bergwijn 84’ Depay 90+1’ | Marcatori |  |

## Statistiche

### Classifica marcatori
12 reti
- Memphis Depay

5 reti
- Erling Haaland

- Burak Yılmaz

4 reti
- Fatos Bećiraj

- Davy Klaassen

3 reti
- Vladislavs Gutkovskis
- Stevan Jovetić
- Luuk de Jong
- Donyell Malen

- Mohamed Elyounoussi
- Alexander Sørloth
- Kristian Thorstvedt
- Kerem Aktürkoğlu

- Hakan Çalhanoğlu
- Halil Dervişoğlu

2 reti
- Reece Styche
- Roberts Uldriķis
- Adam Marušić

- Steven Berghuis
- Georginio Wijnaldum
- Serdar Dursun

- Kenan Karaman
- Ozan Tufan
- Cengiz Ünder

1 rete
- Tjay De Barr
- Liam Walker
- Andrejs Cigaņiks
- Dāvis Ikaunieks
- Jānis Ikaunieks
- Raimonds Krollis
- Roberts Savaļnieks
- Risto Radunović
- Marko Simić

- Žarko Tomašević
- Nikola Vujnović
- Ilija Vukotić
- Donny van de Beek
- Steven Bergwijn
- Arnaut Danjuma
- Virgil van Dijk
- Denzel Dumfries
- Cody Gakpo

- Guus Til
- Jonas Svensson
- Merih Demiral
- Orkun Kökçü
- Mert Müldür
- Çağlar Söyüncü
- Yusuf Yazıcı

Autoreti
- Merih Demiral (1, pro Lettonia)